# Gomphandra subrostrata
Gomphandra subrostrata là một loài thực vật có hoa trong họ Stemonuraceae. Loài này được Merr. mô tả khoa học đầu tiên năm 1933.